# Chipre nos Jogos Olímpicos de Verão de 2012
Chipre enviou uma equipe de 13 atletas para competir nos Jogos Olímpicos de Verão de 2012, em Londres, na Grã-Bretanha.

## Medalhas
| Atleta          | Esporte | Evento          | Medalha | Ref.  |
| --------------- | ------- | --------------- | ------- | ----- |
| Pavlos Kontides | Vela    | Laser masculino | Prata   | [ 2 ] |

## Desempenho

### Atletismo
Masculino
| Atleta           | Evento          | Preliminar | Preliminar | Quartas-de-final | Quartas-de-final | Semifinal | Semifinal | Final | Final   |
| Atleta           | Evento          | Marca      | Posição    | Marca            | Posição          | Marca     | Posição   | Marca | Posição |
| ---------------- | --------------- | ---------- | ---------- | ---------------- | ---------------- | --------- | --------- | ----- | ------- |
| Kyriakos Ioannou | Salto em altura | 2,26m      | 12º        |                  |                  |           |           | 2,20m | 13º     |

### Natação
Feminino
| Atletas        | Evento      | Eliminatórias | Eliminatórias | Semifinal   | Semifinal   | Final       | Final       |
| Atletas        | Evento      | Tempo         | Posição       | Tempo       | Posição     | Tempo       | Posição     |
| -------------- | ----------- | ------------- | ------------- | ----------- | ----------- | ----------- | ----------- |
| Anna Stylianou | 200 m livre | 2min01s87     | 27º           | Não avançou | Não avançou | Não avançou | Não avançou |

### Tiro
Masculino
| Atleta             | Evento | Qualificação | Qualificação | Final       | Final       | Posição |
| Atleta             | Evento | Placar       | Posição      | Placar      | Total       | Posição |
| ------------------ | ------ | ------------ | ------------ | ----------- | ----------- | ------- |
| Antonakis Andreou  | Skeet  | 115          | 22º          | Não avançou | Não avançou | 22º     |
| Georgios Achilleos | Skeet  | 118          | 11º          | Não avançou | Não avançou | 11º     |

Legenda
| Recorde mundial      | Recorde mundial (World record)               |                       | Recorde africano                      | Recorde africano (African) |                                           | Q | Classificado por posição (Qualified) |
| Recorde olímpico     | Recorde olímpico (Olympic record)            | Recorde da América    | Recorde da América (Americas)         | q                          | Classificado por melhor tempo (Qualified) |   |                                      |
| Melhor marca do ano  | Melhor marca do ano (World leading)          | Recorde asiático      | Recorde asiático (Asian)              | DNS                        | Não largou (Did not start)                |   |                                      |
| Recorde nacional     | Recorde nacional (National record)           | Recorde europeu       | Recorde europeu (European)            | DNF                        | Não terminou (Did not finish)             |   |                                      |
| Recorde pessoal      | Recorde pessoal do atleta (Personal best)    | Recorde da Oceania    | Recorde da Oceania (Oceania)          | DSQ / DQ                   | Desclassificado (Disqualified)            |   |                                      |
| Recorde da temporada | Recorde da temporada do atleta (Season best) | Recorde sul-americano | Recorde sul-americano (South America) | NM                         | Sem marca (No mark)                       |   |                                      |

### Vela
| M   | Regata da Medalha da qual só participam os dez primeiros colocados das regatas anteriores  |  |  | CAN | Regata cancelada |
| BFD | Desclassificado por bandeira preta (Black Flag Disqualified)                               |  |  |     |                  |
| UFD | Desclassificado por bandeira "U" (U Flag Disqualified)                                     |  |  |     |                  |
| OCS | Largada queimada (On the Course Side of the starting line)                                 |  |  |     |                  |
| DNE | Desclassificação sem eliminação (infração a um item do regulamento da prova – Did Not End) |  |  |     |                  |